# Erica tetralix
Bruyère des marais, Bruyère à quatre angles
Espèce
Classification phylogénétique
Erica tetralix, la Bruyère des marais ou Bruyère à quatre angles, est un sous-arbrisseau de la famille des Éricacées présent en Europe. l'Épithète tetralix fait référence aux feuilles verticillées par quatre sur sa tige. Les traductions littérales de son nom scientifique sont également utilisées en français, à savoir Bruyère tétragone, Bruyère à quatre angles ou encore Bruyère quaternée. Elle est utilisée comme plante ornementale.

## Description
La bruyère des marais est un sous-arbrisseau de 30 à 80 cm de haut chaméphyte et sempervirent. Sa tige dressée et hérissée de poils est munie de jeunes rameau grêles. Elle porte des feuilles en petites aiguilles coriaces et verticillées par quatre (par trois chez la Bruyère cendrée). Elles sont bordées de longs cils glanduleux et sont blanches en dessous. Ses fleurs hermaphrodites sont regroupées par 5 et jusqu'à 12 dans un bouquet terminal compact (racème capituliforme). Ce sont de petits grelots pendants de 5 à 9 mm de long, roses et ciliés, dont la corolle cache 8 étamines. Elle est composée de 4 pétales soudés et légèrement retroussés vers l’extérieur. Le style, épais, dépasse à peine. Il est lui-même constitué de 4 styles soudés et surmonté de 4 stigmates également soudés. Les fruits, protandre, sont de petites capsules globuleuses et velues. Leur dissémination est barochore,.

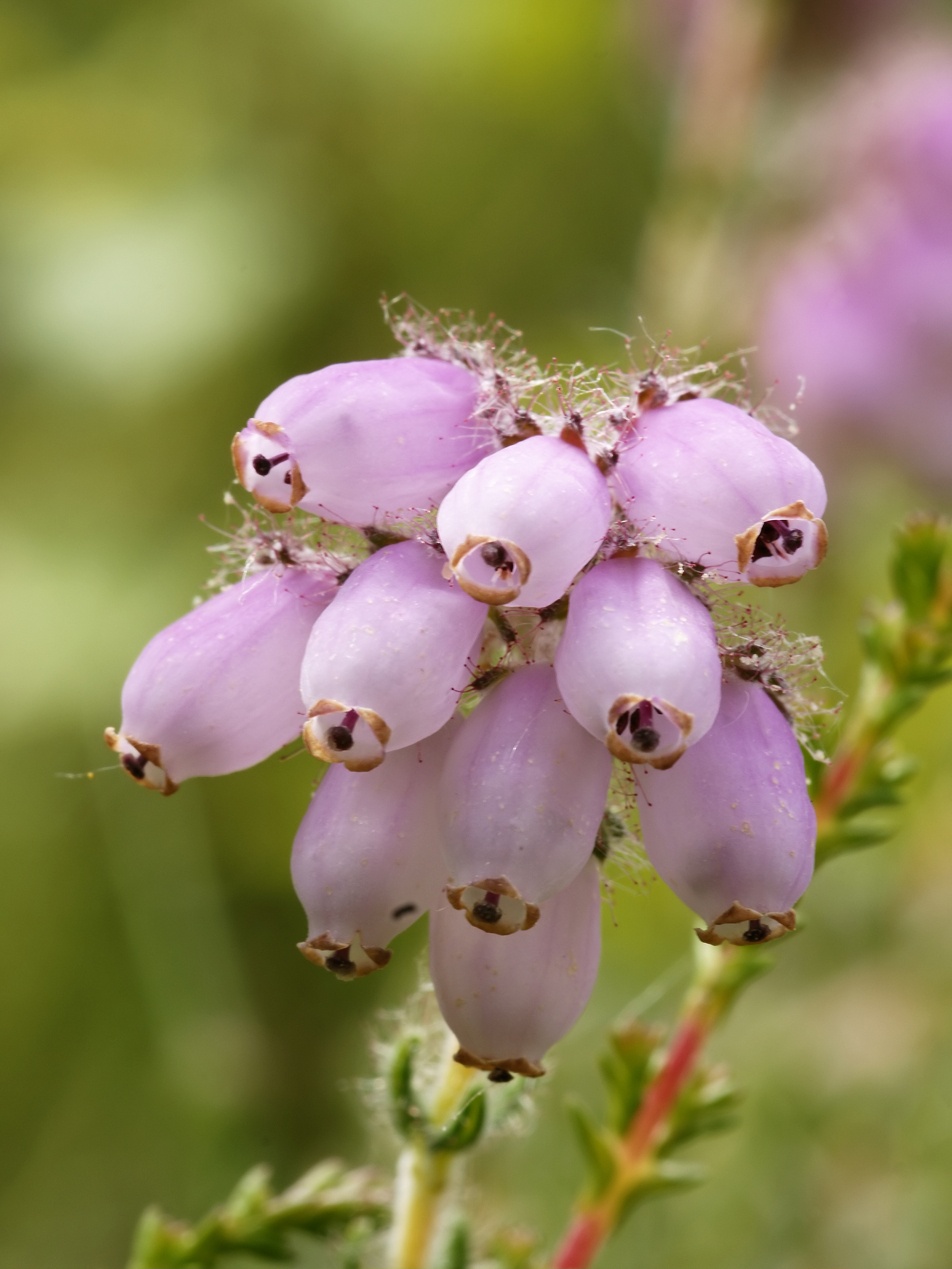
Fleurs en grappe compacte
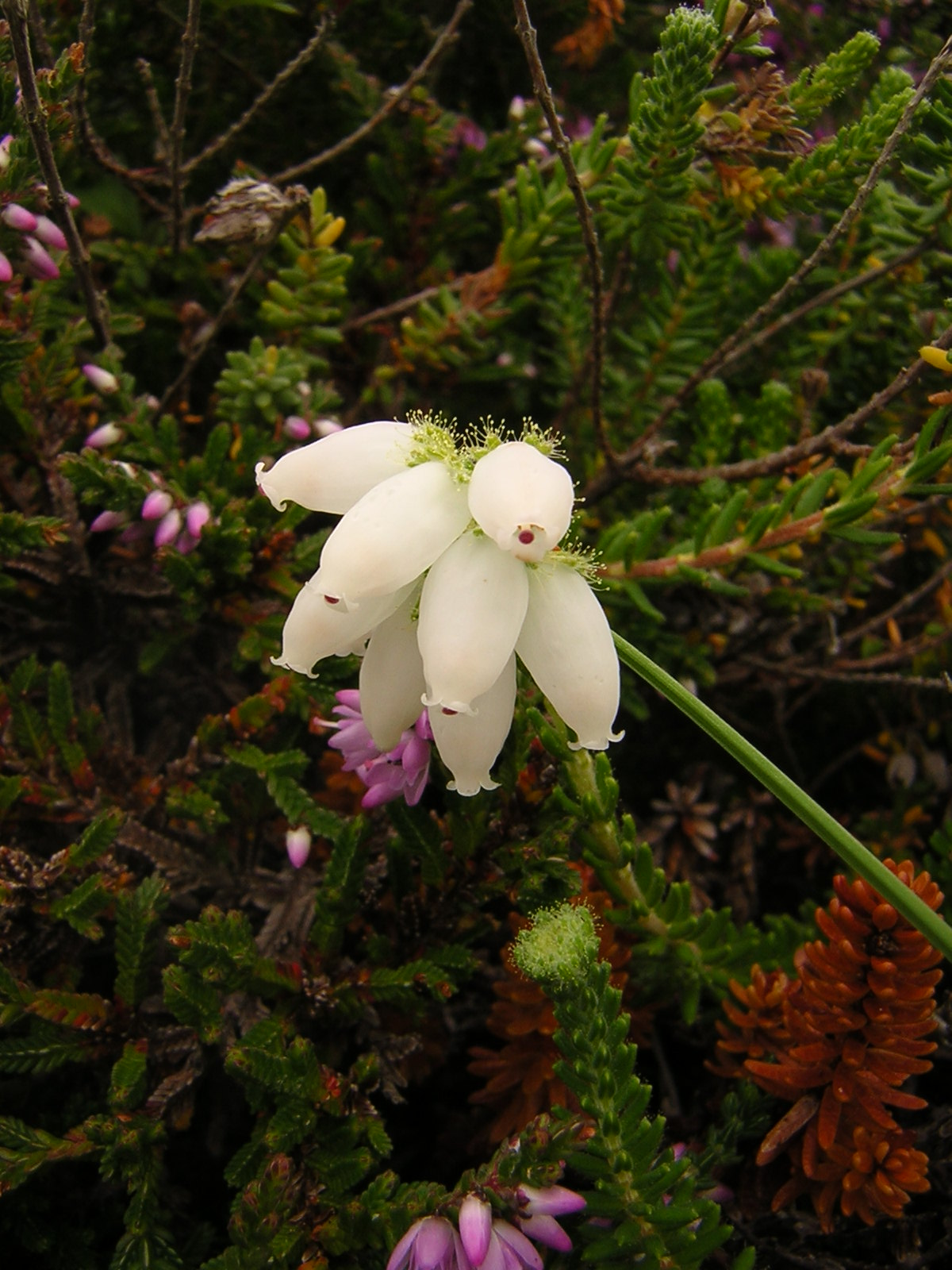
Variété à fleurs blanches
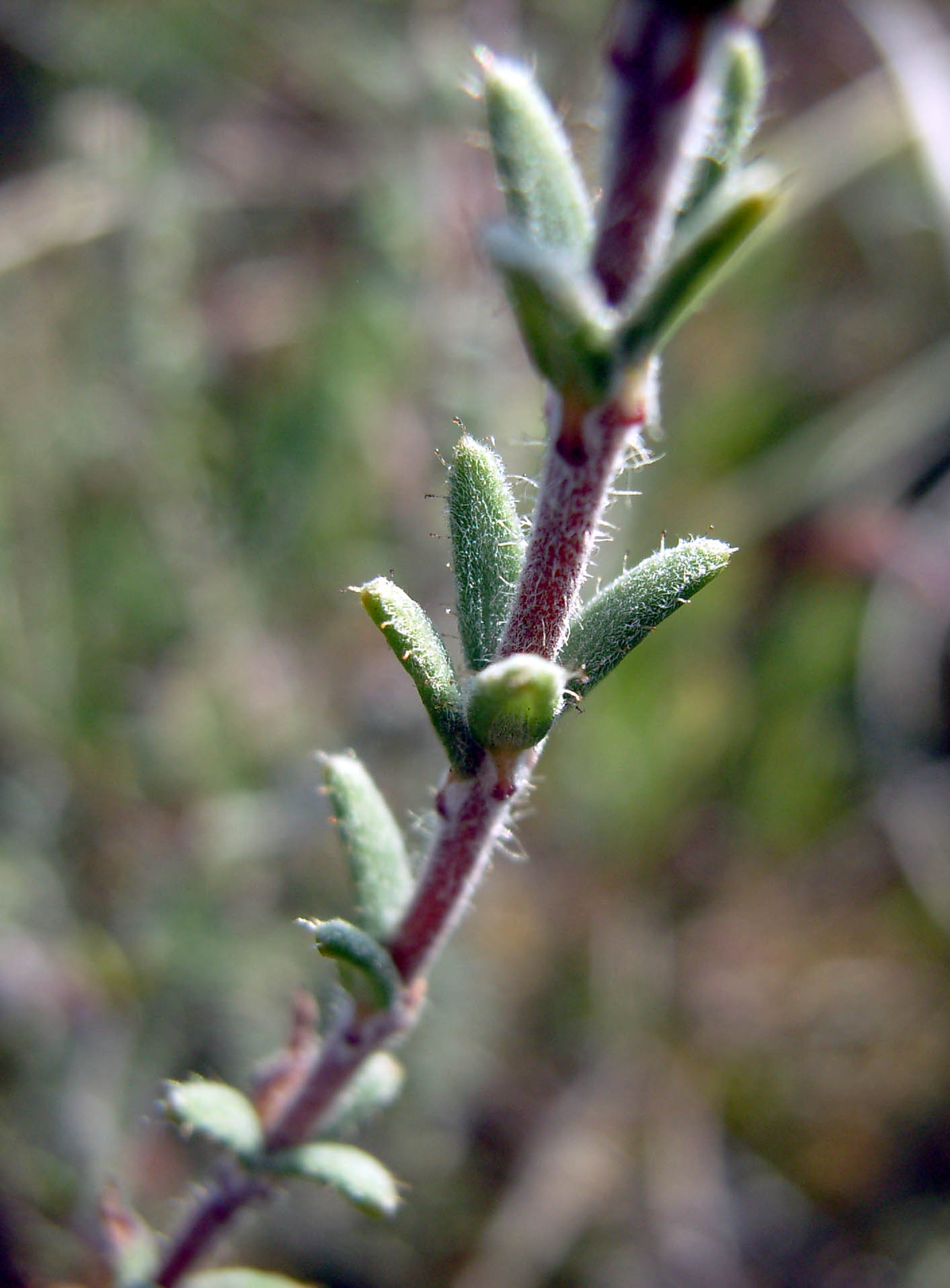
Feuilles aux poils glanduleux protocarnivores
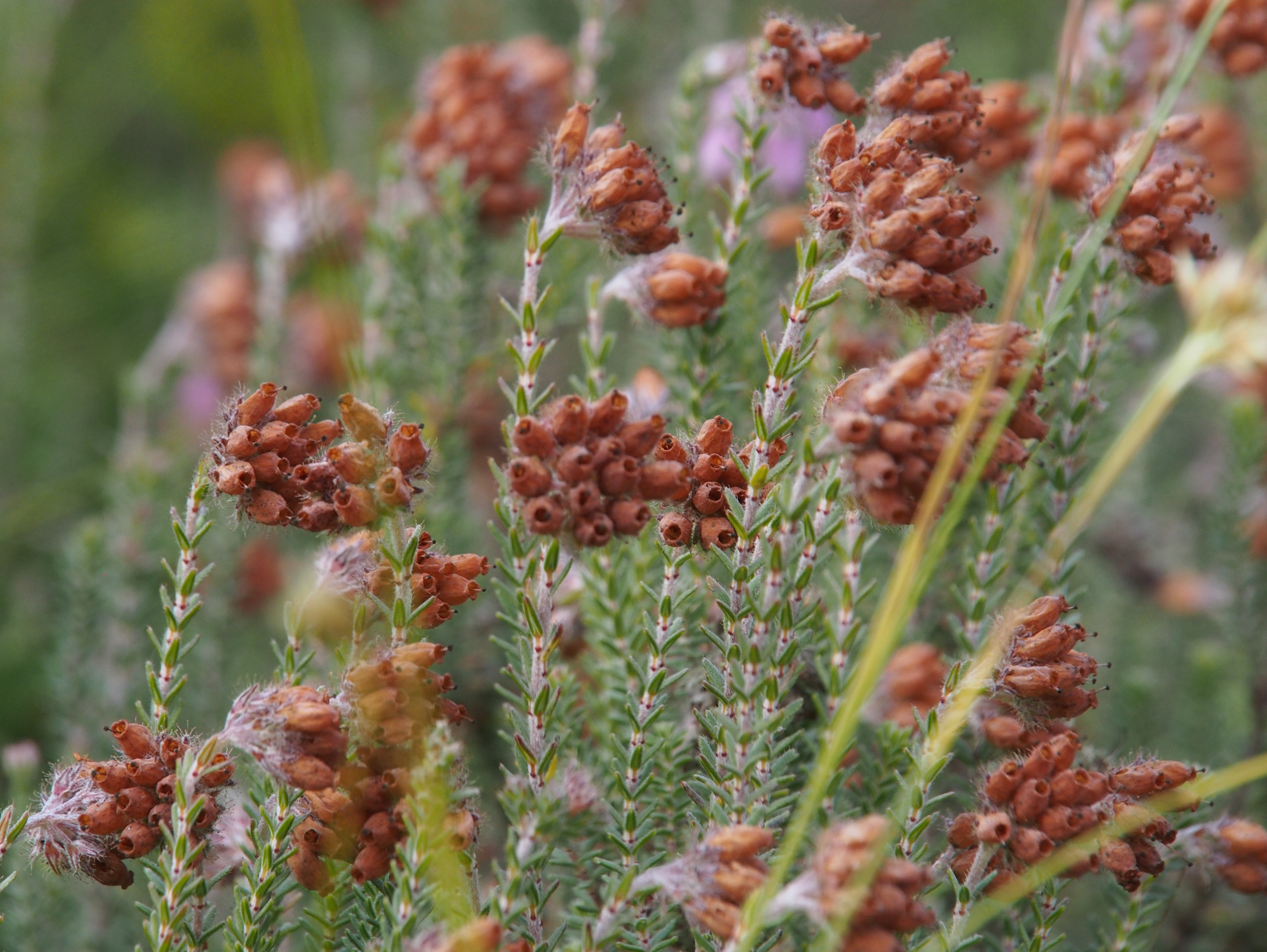
Fruits en forme de petites capsules
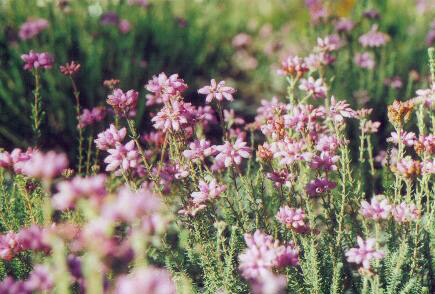
vue d'ensemble
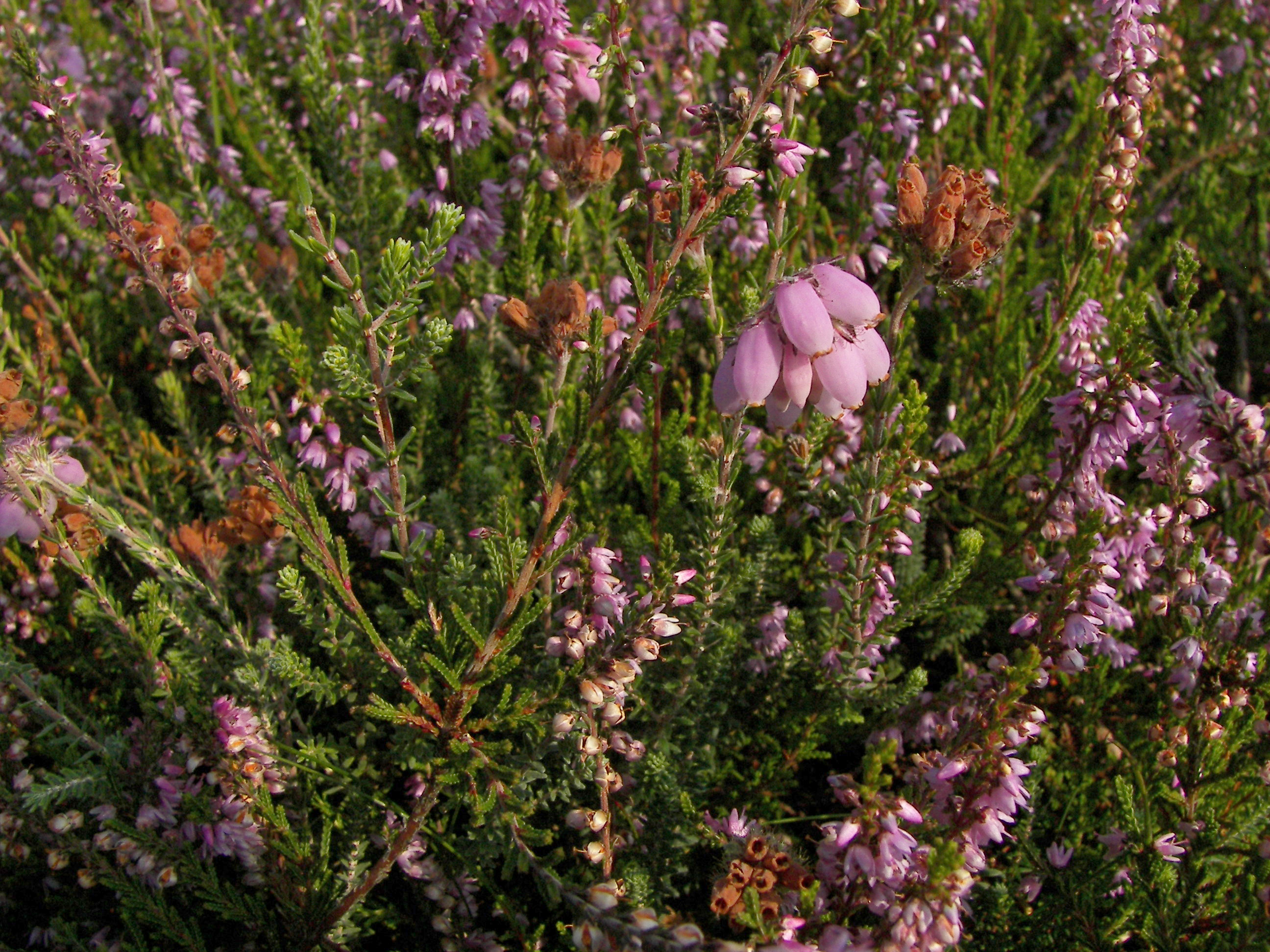
Erica tetralix au milieu de Calluna vulgaris
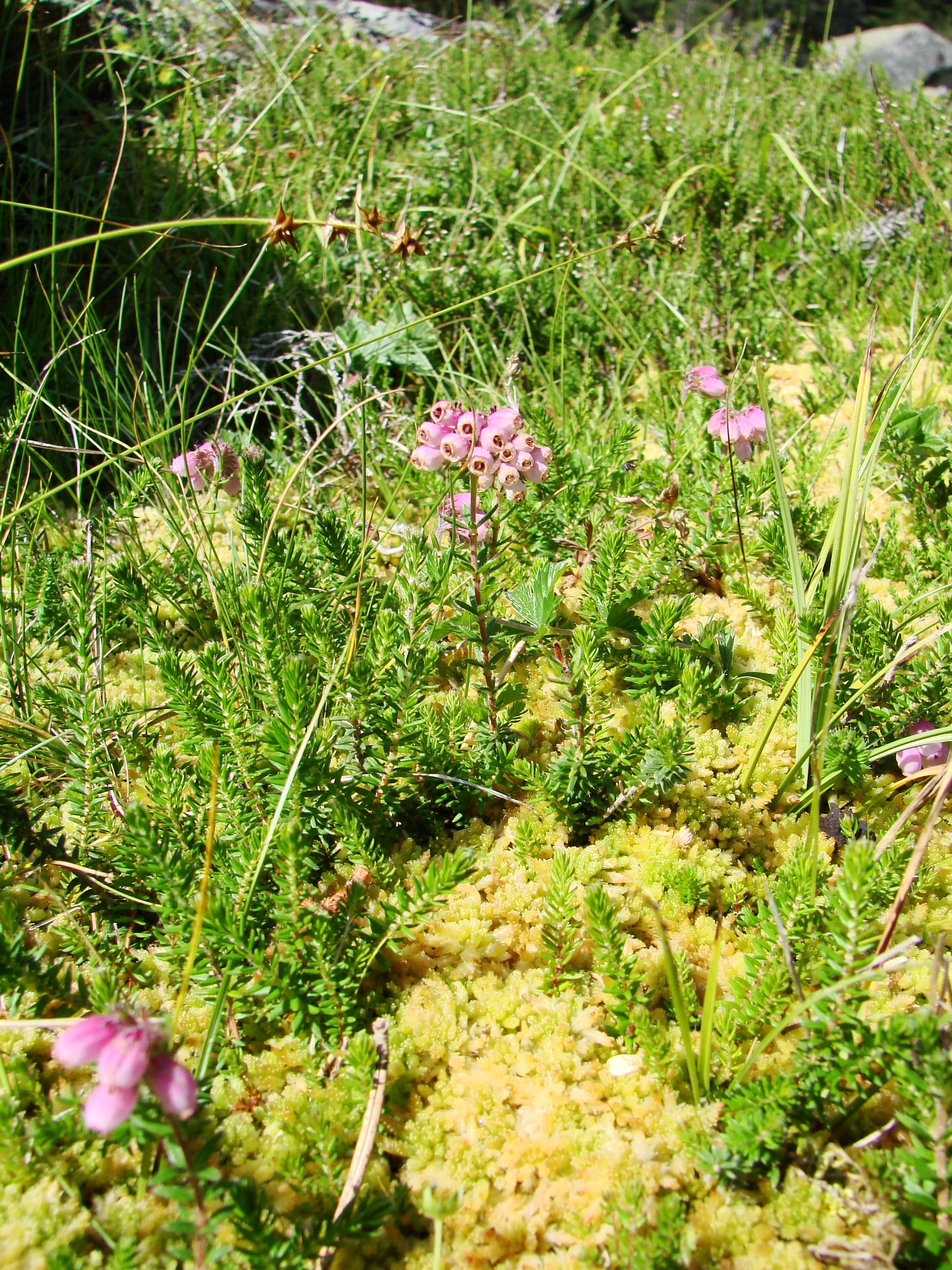
Bruyère des marais sur de la sphaigne dans la vallée du Marcadau (Hautes-Pyrénées)
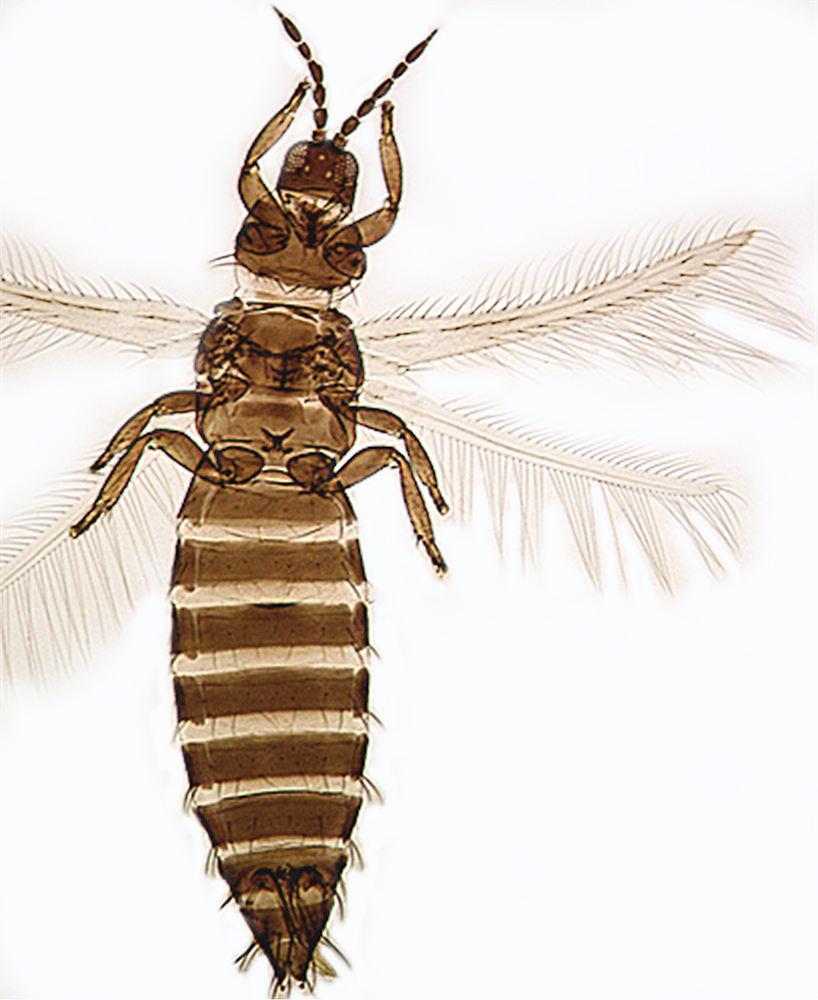
Le Thrips des Bruyères

## Biologie
Les feuilles de la Bruyère des marais sont parsemées de long poils munis de glandes adhésives. Charles Darwin et Francis Lloyd ont tous deux suggérés qu'elle soit une plante carnivore, sans pousser l'analyse plus loin. En fait, il pourrait s'agir d'une plante protocarnivore, c'est-à-dire capable de piéger des insectes, mais incapable de les digérer ou d’assimiler leurs nutriments. Elle en serait donc à un stade évolutif antérieur à celui de carnivore. D'autres pensent qu'elle utilise ses poils pour se défendre des prédateurs.
Bien que la Bruyère des marais soit plus fréquemment autogame, elle produit un nectar légèrement parfumé et loge dans ses corolles de petits insectes nommés Thrips des Bruyères. Les femelles y pondent des œufs et leurs larves s'y developpent en se nourrissant du nectar. Les femelles étant les seules ailées, elles assurent la pollinisation lors de leurs déplacements afin de s'accoupler avec les mâles immobilisés dans les corolles.

## Écologie et répartition
Erica tetralix apprécie les climats à hiver doux et humides de la façade atlantique européenne. En dehors de cette région, elle est plutôt rare et se cantonne à des zones liées à l’époque de relative chaleur qui a suivi le dernier épisode glaciaire,,,. Elle a également été introduite en Amérique du Nord.
La bruyère des marais est profondément héliophile et strictement hygrophile. Elle est inféodée aux sols dont le pH est très acide et pauvres en bases et en azote. Cette espèce porte une affection particulière pour les landes atlantiques hygrophiles, les aulnaies marécageuses, les boulaies et pineraies claires et humides, les tourbières et les prairies humides.
En Suisse on la rencontre dans le canton de Berne et de Lucerne 